# Non-Stop (film)
Non-Stop è un film del 2014 diretto da Jaume Collet-Serra, con protagonista Liam Neeson, coppia che ha già lavorato insieme per il film Unknown - Senza identità (2011).

## Trama
L'agente federale William "Bill" Marks si trova su un jet in volo da New York a Londra seduto accanto a Jen Summers. Dopo il decollo, improvvisamente, un individuo anonimo comincia a mandargli messaggi intimidatori, dicendogli che se non verserà 150 milioni di dollari su un conto, ogni 20 minuti morirà un passeggero. Impaurito dalle minacce si rivolge ad un suo collega, Jack Hammond, che però non gli crede, convinto che sia solo uno scherzo. Bill non si rassegna e chiede all'assistente di volo Nancy Hoffman e alla sua vicina Jen di controllare sui monitor delle telecamere interne chiunque abbia un cellulare, in modo da identificare il ricattatore.
Bill segue Hammond nel bagno dopo che il collega aveva utilizzato il telefono. Qui, Hammond ammette un coinvolgimento nel ricatto e si offre di dare a Bill una parte del denaro. Bill rifiuta e avviene una violenta colluttazione tra i due, nella quale Bill si trova costretto a uccidere il suo collega. In quel momento suona il cronometro avviato da Bill, i primi venti minuti sono scaduti: il primo passeggero ucciso è Hammond. Controllando i messaggi telefonici di Hammond, Bill scopre che l'uomo aveva la ventiquattrore piena di cocaina.
Bill chiama il suo superiore a terra con l'intento di far accreditare i 150 milioni di dollari richiesti, ma il suo superiore lo informa che il conto bancario è stato registrato a suo nome e accusa Bill di essere l'autore di quei messaggi intimidatori. In quel momento, scadono i successivi 20 minuti e muore il comandante, apparentemente avvelenato.
Bill cerca di perquisire tutti i passeggeri, mentre il co-pilota è incaricato di dirigere l'aereo verso l'Islanda, dove si trova l'aeroporto più vicino per atterrare. Bill convince il programmatore Zack White a scrivere un virus informatico per far squillare il telefono del dirottatore; il telefono squilla nella tasca di un banchiere, che però nega di essere il ricattatore. Bill cerca di fargli delle domande, ma dalla sua bocca fuoriesce della schiuma e muore. Ancora una volta suona il timer, sono passati altri 20 minuti.
Bill scopre nel bagno un foro da cui si vede il sedile del pilota, mentre all'interno della valigia, nascosta sotto la droga, trova una bomba e viene a sapere da una coppia di anziani passeggeri che Jen ha usato per ultima il bagno; quest'ultima viene quindi accusata da Bill di essere l'assassina, ma lei riesce a convincerlo della sua innocenza poiché è sempre rimasta al suo fianco.
Intanto i passeggeri guardano un telegiornale in diretta, scoprendo chi è veramente Bill: è un uomo alcolizzato e sfiduciato, che ha perso la figlia, Olivia, morta di leucemia a 8 anni. Accusato di essere impazzito e di essere il dirottatore, Bill viene aggredito dai passeggeri, ma viene salvato da Bowen, un maestro precedentemente perquisito dall'agente. Bill riesce a comunicare a tutti della presenza di una bomba a bordo ed a spostarla nella parte posteriore dell'aereo, coperta dai bagagli, affinché l'esplosione provochi meno danni possibili.
Bill ordina di far scendere l'aereo a ottomila piedi, ma proprio in quel momento scopre che il vero dirottatore è Bowen, il quale, con la complicità di White, il programmatore informatico, ha organizzato tutto per rovinare la reputazione dell’Air Marshals Service e umiliare così l'intero sistema di sicurezza americano (di cui Bill fa parte), per non essere riuscito a sventare l'attacco alle Torri Gemelle, in cui era perito anche il padre di Bowen. Dopo una colluttazione, Bill ha la peggio e perde la pistola, che finisce a Bowen, il quale spara a White, non appena quest'ultimo viene convinto da Bill a disinnescare la bomba. In quel momento, l'aereo inizia a perdere quota e, nella confusione generale, Bill colpisce mortalmente Bowen.
La bomba esplode e Bill spinge White, ferito solo alla spalla da Bowen, verso il retro dell'aereo, facendolo morire nell'esplosione della bomba. Nonostante i danni, il co-pilota riesce ad atterrare in sicurezza in Islanda. Bill viene scagionato da tutte le accuse e acclamato come un eroe.

## Produzione
Il budget del film è stato di 50 milioni di dollari.
La casa di produzione Universal ne ha comprato i diritti per il Nord America per la cifra di 13 milioni di dollari.

### Riprese
Le riprese, iniziate nel novembre 2012, si svolgono tra gli York Studios di Maspeth, il quartiere Queens di New York e l'aeroporto Internazionale John F. Kennedy.. Le riprese terminano nel gennaio 2013.

## Promozione
Il primo trailer viene diffuso il 16 ottobre 2013.

## Distribuzione
La pellicola è stata distribuita nelle sale cinematografiche statunitensi a partire dal 28 febbraio 2014 e nelle sale italiane dall'8 maggio 2014.

### Edizione home video
L'uscita in versione blu-ray e DVD è avvenuta il 10 giugno 2014. Le edizioni home video e in streaming sono inedite in Italia.

## Accoglienza

### Incassi
Il film ha incassato 92168600 $ nel Nord America e 130641000 $ nel resto del mondo per un totale di 222809600 $.

### Critica
Il film ha ricevuto critiche miste. Sull'aggregatore Rotten Tomatoes il film riceve il 62% delle recensioni professionali positive con un voto medio di 5,8 su 10 basato su 230 critiche, mentre su Metacritic ottiene un punteggio di 56 su 100 basato su 41 critiche.